# 侯朝焕
侯朝焕（1936年9月29日—），中国信号处理和声学专家。生于四川自贡。1958年毕业于北京大学物理系。中国科学院声学研究所研究员。1995年当选为中国科学院院士。